# Вал-Руда

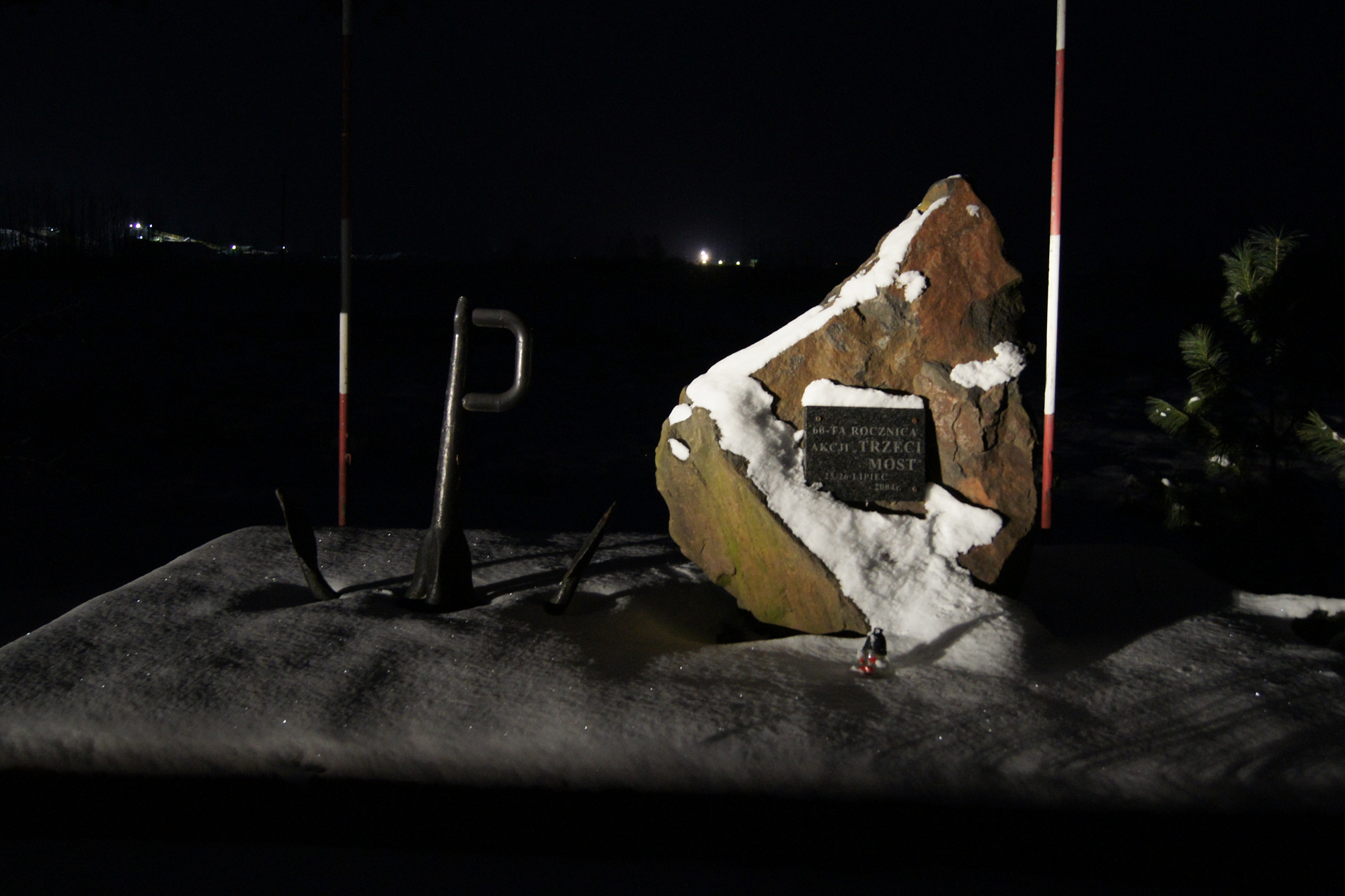
Памятник в честь 60-летнего юбилея операции «Мост III»

Вал-Ру́да (пол. Wał-Ruda) — село в Польше, находящееся в гмине Радлув Тарнувского повета Малопольского воеводства. Через село проходит дорога 964.

## История
С 1975 по 1998 год село входило в Тарнувское воеводство.

## Достопримечательности
- Памятник в честь 60-летнего юбилея операции «Мост III»;
- Военное кладбище № 261 времён Первой мировой войны;

## Известные жители и уроженцы
- Каролина Кузка (1898—1914) — блаженная Римско-Католической церкви.